# Kristian Larsen
Niels Kristjan Ferdinand Larsen (Bjergsted, Kalundborg, Selàndia, 2 de febrer de 1895 – Ubby, Kalundborg, 19 de juny de 1972) va ser un gimnasta artístic danès que va competir a començaments del segle xx.
El 1920 va prendre part en els Jocs Olímpics d'Anvers, on va guanyar la medalla de plata en el concurs per equips, sistema suec del programa de gimnàstica.